# Châtel-Guyon
Châtel-Guyon är en kommun i departementet Puy-de-Dôme i regionen Auvergne-Rhône-Alpes i centrala Frankrike. Kommunen ligger i kantonen Riom-Est som tillhör arrondissementet Riom. År 2022 hade Châtel-Guyon 6 294 invånare.

## Befolkningsutveckling
Antalet invånare i kommunen Châtel-Guyon
| Referens: INSEE |